# Beifang Benchi V3
Beifang Benchi V3 — семейство крупнотоннажных грузовых автомобилей производства Norinco.

## Описание
Модельный ряд включает седельные тягачи с колёсной формулой 4*2, 6*2 и 6*4, которые могут работать в составе автопоездов полной массой до 40 тонн, а также шасси с колёсной формулой 6*2, 6*4, 8*2 и 8*4 полной массой от 25 до 31 тонны. В качестве силового агрегата используются 6-цилиндровые дизельные двигатели Xichai CA6 рабочим объёмом 7.1 литра или Weichai WP10 и WP12 рабочим объёмом 9,7 и 11,6 л, соответственно. Мощность составляет 220—460 л. с. Существуют также версии, работающие на природном газе. Коробка передач — механическая, 12-ступенчатая.
В 2013 году компания показала облегчённый вариант V3HT (HT обозначает High Speed Truck). Снижения веса удалось достичь за счёт замены ряда стальных деталей на алюминиевые. Эта модель доступна только в виде седельного тягача с колёсной формулой 6*2 или 6*4.
В 2014 году компания показала модель Beifang Benchi V3M, которая является упрощённой и более дешёвой альтернативой базовой модели V3. Основное визуальное различие — другая кабина. Её дизайн постарались максимально приблизить к V3, но есть отличия. V3M легко отличить по передним фарам прямоугольной формы, напоминающие Mercedes-Benz Actros MP3. Он доступен в виде седельного тягача с колёсной формулой 6*2 и 6*4, или шасси с колёсной формулой 8*4.